# Metazygia matanzas
Metazygia matanzas är en spindelart som beskrevs av Levi 1995. Metazygia matanzas ingår i släktet Metazygia och familjen hjulspindlar.
Artens utbredningsområde är Kuba. Inga underarter finns listade i Catalogue of Life.